# Alavés (Huesca)
Alavés est un village de la province de Huesca, situé à environ douze kilomètres au sud de la ville de Sabiñánigo, à 850 mètres d'altitude, en bordure de la route européenne 7 reliant Huesca à Sabiñánigo, dans la Guarguera. Au milieu du XIXe siècle, le village compte 43 habitants et est rattaché à la commune d'Ordovés. Il est aujourd'hui inhabité.